# Laisvall
Laisvall is een dorp (småort) binnen de Zweedse gemeente Arjeplog. Het is gelegen ten westen van Arjeplog aan een landweg. Deze weg geeft uiteindelijk toegang tot het Laisdalen Natuurreservaat.
Laisvall is gelegen op de oostoevers van het meer Laisan en daarmee ook aan de Laisälven. Nabij het dorp vond tot 2002 mijnbouw plaats in de Laisvallgruvan.